# CQ (부호)
CQ는 해저 케이블과 유선 전신에서 확립된 전신 관행에서 유래한 무선 통신 운용자들이 사용하는 스테이션 코드로, 특히 모스 부호( ▄▄▄ ▄ ▄▄▄ ▄  ▄▄▄ ▄▄▄ ▄ ▄▄▄ )로 통신하는 사람들과 음성 운용자들이 일반 호출(CQ 호출이라고 함)을 위해 사용한다. 특정 라디오 진동수에서 CQ 문자를 전송하는 것은 해당 전송이 청취하는 모든 사람에게 방송 또는 "일반 호출"임을 의미하며, 운용자가 "K"를 보내거나 "진행"이라고 말할 때에는 해당 진동수에서 청취하는 모든 허가된 라디오 스테이션에게 응답하라는 초대이다. 라디오에서의 사용은 모스 유선 전신에서의 기존 사용과 일치하며, 초기 무선국부터 시작되었다. 이는 점대점 외교 및 언론 서비스, 해양, 항공, 경찰 서비스에서 모스 무선전신이 사라질 때까지 널리 사용되었다. 이는 여전히 모스 무선전신을 활발하게 사용하는 아마추어 무선에서 널리 사용된다.

## 역사와 사용
CQ 스테이션 코드는 원래 영국의 유선 및 해저 케이블 전신 운용자들이 사용했다. CQ에 대한 초기 유선 참조는 Telegraph Inspectors and Operators (1871) 사용을 위한 전기 테이블 및 공식에 포함되어 있으며, "모든 스테이션 호출(C Q)..."을 나열한다. 또한, 1884년에는 전신 스테이션 코드 "CQ"가 The Practical Telegraphist (1884)에 언급되었으며, "CQ all stations"를 나열한다. 그리고 The Telegraphist (1884년 8월)에도 언급되었다.
국제 모스 CQ는 1904년 마르코니 컴퍼니에 의해 무선전신기에서 사용하기 위해 채택되었으며, 당시에는 스파크 갭 송신기를 통해 사용되었고, 1912년 런던 국제 무선전신 협약에서 국제적으로 채택되었으며, 현재도 사용되고 있다.
CQ 호출의 변형인 CQD는 조난 신호로 사용된 첫 번째 코드였다. 마르코니 컴퍼니에 의해 제안되어 1904년에 채택되었지만, 1906년에서 1908년 사이에 SOS 약어로 대체되었다. 타이타닉이 1912년에 침몰했을 때, 처음에는 조난 호출 CQD DE MGY를 전송했다(여기서 MGY는 선박의 호출부호였다). 타이타닉의 무선 운용자는 이후 SOS와 CQD 호출을 번갈아 사용했다.
아마추어 무선 사용에서, CQ 호출은 CQ DX (호출자와 다른 대륙에 위치한 모든 스테이션을 호출한다는 의미)와 같이 더 많은 문자를 추가하여 한정할 수 있거나, 특정 국가에 대한 ITU 호출부호 접두사(예: CQ VK는 "오스트레일리아 호출", CQ JA는 "일본 호출")를 사용할 수 있다. 호출 발신자는 일반적으로 DE (프랑스어로 "~로부터"를 의미하며, "이것은..."이라는 의미도 있음)와 송신 스테이션의 호출부호를 추가하여 식별한다. 또 다른 일반적인 한정자는 CQ TEST DE이며, 그 뒤에 송신 스테이션 ID가 붙는데, 이는 햄 라디오 대회에서 사용된다. CW 모드를 사용할 때, 컴퓨터에 연결된 무인 수신기는 자동으로 신호를 해독하고 리버스 비콘 네트워크에 기록할 수 있다.
단측파대(SSB) 음성 또는 CW 모드(모스 부호 전신)를 사용할 때, 아마추어 무선 운용자는 CQ를 반복적으로 전송하여(예: CQ CQ CQ) 일반 호출을 하는 경우가 많다. 이는 다른 운용자들이 이러한 호출을 스캔할 때 친숙한 리듬 소리를 통해 멀리 떨어진(약한 신호) 일반 호출자를 다른 트래픽 및 스퓨리어스 방출과 빠르게 구별하는 데 도움이 된다. 이 기술을 통해 다른 운용자들은 발신자와 양방향 통신을 시작하기 전에 사람의 귀를 사용하여 송수신기를 미세 조정함으로써 발신자의 중심 진동수에 최대한 가깝게 맞출 수 있다.
CQ 호출의 사용은 거의 항상 단측파대(SSB) 음성 또는 CW 모드(모스 부호 전신)에서 사용된다. FM 모드와 달리, 아마추어 무선 대역의 SSB 음성 및 CW 모드 영역에서는 운용자들이 최적의 위치(간섭을 일으킬 수 있는 인접 트래픽에서 벗어나는 등)에 전송을 집중할 수 있으며, 정수, 5의 배수 또는 기타 채널화된 중심 진동수를 사용할 필요가 없다. CQ는 단파의 아마추어 대역에서 끊임없이 사용되지만, FM 음성 전송 모드나 VHF 및 UHF 지역 대역에서 흔히 사용되는 FM 중계기에서는 거의 사용되지 않는다. 이는 중계기 또는 FM 신호의 튜닝이 신호를 완벽하게 튜닝하기 위해 사람의 인지 도움이 필요하지 않기 때문이다.
"다 딧 다 딧, 다 다 딧 다"(  ▄▄▄ ▄ ▄▄▄ ▄  ▄▄▄ ▄▄▄ ▄ ▄▄▄ 의 발음) 코드는 슬림 게일러드의 "Communications"라는 노래의 코러스의 일부로 사용되었다.

## 같이 보기
- CQ 아마추어 라디오: 영어 잡지
- CQ 햄 라디오: 일본어 잡지
- Q 코드
- 만국 우편 연합

## 일반 참조
- Straw, R Dean, 편집. (October 2005). 《The ARRL Handbook for Radio Communications 2006》 83판. Newington, CT: American Radio Relay League. ISBN 0-87259-949-3. OCLC 62026192.
- Bergquist, Carl J (2001년 5월 1일). 《Ham Radio Operator's Guide》 2판. Indianapolis: Prompt Publications. ISBN 0-7906-1238-0. OCLC 47051066.
- Dennison, Mike; Chris Lorek, 편집. (June 2005). 《Radio Communication Handbook》 8판. Potters Bar, Hertfordshire, England: Radio Society of Great Britain. ISBN 1-905086-08-3. OCLC 123027893.
- 《Commercial Traffic Regulations, 1915》. Government Printing Office, Washington, DC: United States Naval Radio Service.